# II liga ukraińska w piłce nożnej plażowej
Persza liha ukraińska w piłce nożnej plażowej (ukr. Перша ліга України з пляжного футболу)  – jest drugą w hierarchii klasą rozgrywek piłki nożnej plażowej na Ukrainie. Stanowi pośredni szczebel rozgrywek między Wyszczą lihą, a Druhą lihą. Persza liha składa się z różnej ilości zespołów (co sezon uzależniona od ilości podań), podzielonych na grupy. Najlepsze zespoły z grup walczą potem w finale o awans do Wyszczej lihi.